# Bulbophyllum wolfei
Bulbophyllum wolfei é uma espécie de orquídea (família Orchidaceae) pertencente ao gênero Bulbophyllum. Foi descrita por Bruce Gray e David Lloyd Jones em 1991.